# 何思和
何思和（？－1773年）為中國清朝武官官員，本籍福建。1772年（乾隆37年）奉旨接任章紳擔任台灣鎮總兵。是台灣清治時期此期間，受台灣道制約的台灣地區最高軍事首長。翌年，卒於任。
他的父親何勉，亦曾擔任台灣總兵。
| 前任： 章紳 | 台灣鎮總兵 1772年上任 | 繼任： 金蟾桂 |